# Xã Marion, Quận Pike, Indiana
Xã Marion (tiếng Anh: Marion Township) là một xã thuộc quận Pike, tiểu bang Indiana, Hoa Kỳ. Năm 2010, dân số của xã này là 724 người.